# (2631) Zhejiang
(2631) Zhejiang es un asteroide perteneciente al cinturón de asteroides, descubierto el 7 de octubre de 1980 por el equipo del Observatorio de la Montaña Púrpura desde el Observatorio de la Montaña Púrpura, Nankín (China).

## Designación y nombre
Designado provisionalmente como 1980 TY5. Fue nombrado Zhejiang en homenaje a Zhejiang provincia de la República Popular China.